# I liga urugwajska w piłce nożnej (1922)
- Mistrz Urugwaju 1922: Club Nacional de Football
- Wicemistrz Urugwaju 1922: Montevideo Wanderers
- Wykluczenie z ligi: Central Montevideo, CA Peñarol.
- Awans z drugiej ligi: CA Bella Vista, Fénix Montevideo

Mistrzostwa Urugwaju w roku 1922 były mistrzostwami rozgrywanymi według systemu, w którym wszystkie kluby rozgrywały ze sobą mecze każdy z każdym u siebie i na wyjeździe, a o tytule mistrza i dalszej kolejności decydowała końcowa tabela.

## Primera División
Po 16 kolejce wykluczone zostały kluby CA Peñarol i Central Montevideo. Pozostałe mecze z udziałem tych klubów zweryfikowano jako walkowery dla przeciwników. W następnym roku doprowadziło to do podziału w urugwajskim futbolu i organizacji mistrzostw przez dwie konkurencyjne względem siebie federacje piłkarskie.

### Końcowa tabela sezonu 1922
| Poz | Klub                      | Mecze | Zw | Rem | Por | Pkt | BrZd | BrStr |
| --- | ------------------------- | ----- | -- | --- | --- | --- | ---- | ----- |
| 1   | Club Nacional de Football | 22    | 15 | 6   | 1   | 36  | 48   | 7     |
| 2   | Montevideo Wanderers      | 22    | 15 | 5   | 2   | 35  | 32   | 9     |
| 3   | Rampla Juniors            | 22    | 10 | 8   | 4   | 28  | 22   | 37    |
| 4   | CA Peñarol                | 22    | 12 | 3   | 7   | 27  | 36   | 7     |
| 5   | Lito Montevideo           | 22    | 8  | 8   | 6   | 24  | 26   | 20    |
| 6   | Belgrano Montevideo       | 22    | 8  | 7   | 7   | 23  | 16   | 21    |
| 7   | Liverpool Montevideo      | 22    | 7  | 8   | 7   | 22  | 23   | 13    |
| 8   | Universal Montevideo      | 22    | 6  | 9   | 7   | 21  | 22   | 21    |
| 9   | Central Montevideo        | 22    | 4  | 8   | 10  | 16  | 22   | 15    |
| 10  | Uruguay Onward Montevideo | 22    | 4  | 7   | 11  | 15  | 16   | 29    |
| 11  | Charley Montevideo        | 22    | 3  | 4   | 15  | 10  | 11   | 45    |
| 12  | Dublín Montevideo         | 22    | 1  | 3   | 18  | 5   | 5    | 55    |